# سلیمان‌عاقل
سلیمان‌عاقل، روستایی از توابع بخش دشتک شهرستان چالدران در استان آذربایجان غربی ایران است. این روستا غربی ترین نقطهٔ ایران و استان آذربایجان غربی از لحاظ مختصات جغرافیایی و مسکونی بودن است.

## جمعیت
این روستا در دهستان آواجیق شمالی قرار دارد و براساس سرشماری مرکز آمار ایران در سال ۱۳۸۵، جمعیت آن ۷۸ نفر (۱۷خانوار) بوده‌است.